# Yuki Inoue (football)
Pour les articles homonymes, voir Inoue et Yuki Inoue (homonymie).
Yuki Inoue (井上 雄幾, Inoue Yuki) est un footballeur japonais né le 31 octobre 1977.